# Hermenches
Hermenches är en ort och kommun  i distriktet Broye-Vully i kantonen Vaud, Schweiz. Kommunen har 377 invånare (2023).